# Ask & You Shall Receive
Ask & You Shall Receive è un singolo della cantante britannica Rita Ora, pubblicato il 31 maggio 2024.

## Antefatti
Prima della pubblicazione, Rita Ora aveva rilasciato altri singoli in collaborazione rispettivamente con Keith Urban e Gryffin nel 2024. Si tratta del suo brano sotto la casa discografica BMG ed è previsto come primo singolo del prossimo album dell'artista.

## Tracce
Testi di Rachel Keen e Oliver Peterhof.
1. Ask & You Shall Receive – 3:19
2. Ask & You Shall Receive (Extended) – 3:43
3. Ask & You Shall Receive (Instrumental) – 3:15
4. Ask & You Shall Receive (Acapella) – 3:12

## Video musicale
Il video musicale è diretto da Dano Cerny ed è stato pubblicato il giorno d'uscita del singolo nel canale YouTube della cantante. È stato girato in una lavanderia a Los Angeles ispirandosi a una pubblicità della Levi's 501 del 1985 in cui fu protagonista il cantante Nick Kamen. Nel video, la cantante si impadronisce della struttura distruggendo la vetrina con una mazza e prendendo l'incasso. Nel video c'è un cameo del marito di Rita Ora, il regista Taika Waititi, come un cliente della lavanderia. Secondo quano riporta la cantante, la struttura è la medesima che compare nel film Everything Everywhere All at Once (2022).

## Classifiche

### Classifiche settimanali
| Classifica (2024)      | Posizione massima |
| ---------------------- | ----------------- |
| Bielorussia            | 43                |
| Estonia                | 49                |
| Lettonia               | 6                 |
| Lituania               | 46                |
| Regno Unito (download) | 43                |
| Russia                 | 51                |

### Classifiche mensili
| Classifica (2025) | Posizione massima |
| ----------------- | ----------------- |
| Bielorussia       | 58                |
| Estonia           | 63                |
| Lettonia          | 6                 |
| Lituania          | 73                |
| Russia            | 63                |

### Classifiche di fine anno
| Classifica (2024) | Posizione massima |
| ----------------- | ----------------- |
| Lettonia          | 20                |

### Classifiche di fine decennio
| Classifica (2020-2025) | Posizione massima |
| ---------------------- | ----------------- |
| Lettonia               | 121               |